# Henry Abingdon
Henry Abingdon (Abyndon, Abyngdon) (ur. ok. 1425, zm. 1 września 1497) – angielski duchowny i śpiewak kościelny.
Abingdon, którego nazwisko pochodzić może od miejscowości Abington, urodził się ok. 1425. Data urodzenia jest przybliżona, wnioskuje się ją na podstawie daty objęcia stanowiska kantora katedry w Wells.
Po raz pierwszy pojawia się w dokumentach w 1445. W 1447 został kantorem (ang. succentor) katedry w Wells jako następca Johna Bernarda — stanowisko to utrzymał do końca życia. W 1458 został kanonikiem w Wells. Nie ma autentycznych świadectw jego działalności od czasu otrzymania tego urzędu do 1463.
W 1463 otrzymał tytuł bakałarza muzyki Uniwersytetu w Cambridge. Był to pierwszy tego rodzaju tytuł, jaki tam przyznano. Od 5 maja 1465 kierował chórem dziecięcym Kapeli Królewskiej (Chapel Royal) - był prawdopodobnie pierwszym kierownikiem tego chóru. Od 1478 objął kierownictwo nad muzykami szpitala św. Katarzyny w Bedminster (ob. Bristol).
Na śmierć Abingdona św. Tomasz Morus ułożył w młodości epigramaty łacińskie, znany jest też epigramat angielski. Jeden z nich krytykował francuski humanista Germain de Brie (Brixius).
Zmarł 1 września 1497. Jego następcą na stanowisku kantora Wells był Robert Wydow (Wydewe). Nie dochowały się świadectwa jego twórczości kompozytorskiej.